# Noorderstroom

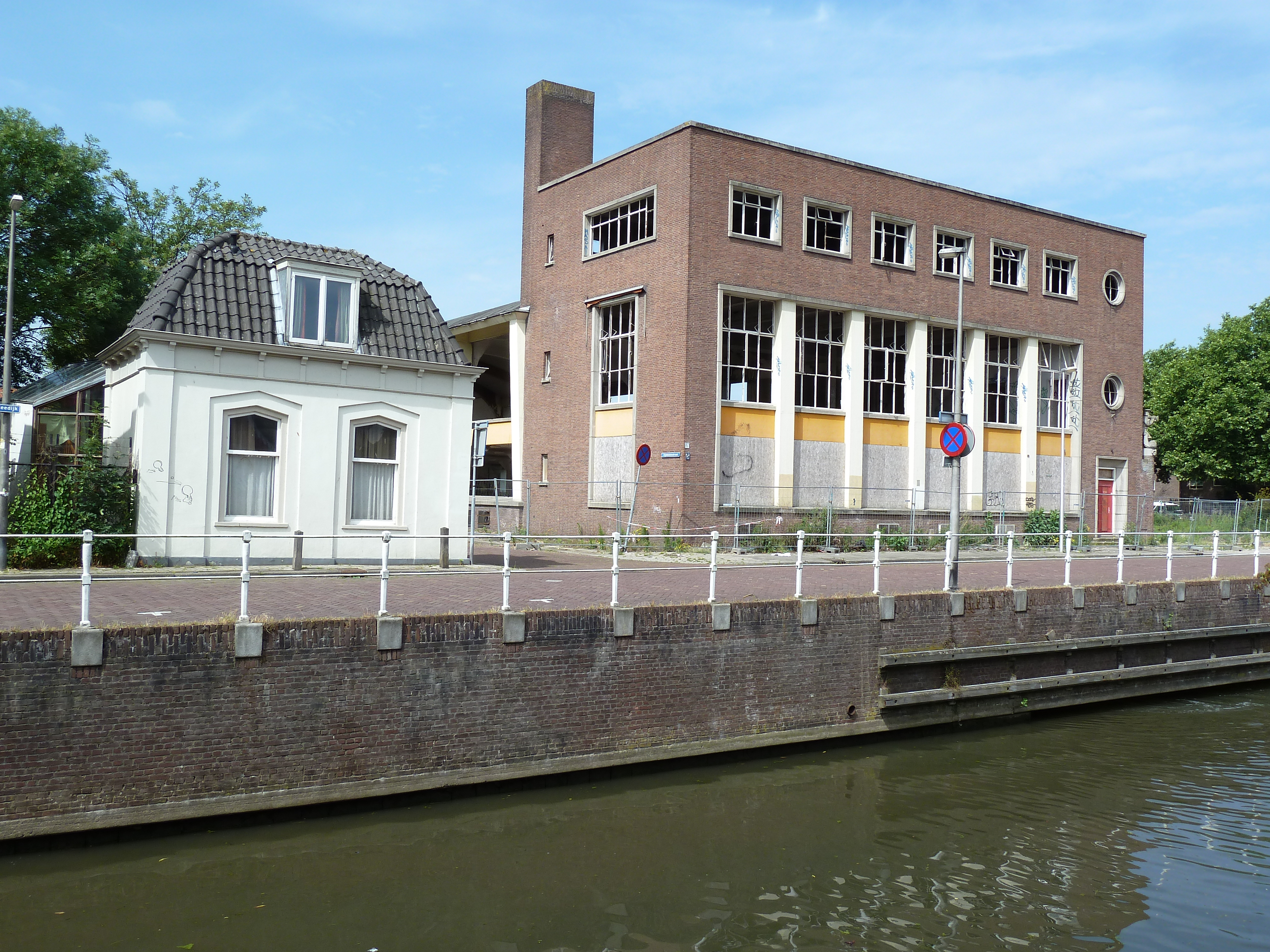
Situatie in 2011: de ondergrondse uitmonding van de Noorderstroom in de rivier de Vecht

De Noorderstroom is een gracht in de Nederlandse stad Utrecht.
Ze maakte vanuit de middeleeuwen deel uit van de ommuurde voorstad Bemuurde Weerd. Samen met de Westerstroom vormde de Noorderstroom de westelijke omgrachting van de voorstad. In de 20e eeuw werden de beide grachten  overkluisd. Omstreeks 2020 is de Noorderstroom weer open gemaakt.